# Växjö Universitet
Växjö Universitet var et svensk universitet i Kronobergs län, der blev grundlagt i 1977 som Högskolan i Växjö, efter i 1967 at have åbnet som en afdeling af Lunds Universitet. Det blev selvstændigt universitet i 1999, men slog sig 1. januar 2010 sammen med Högskolan i Kalmar og dannede Linnéuniversitetet.
| Skole | Spire Denne artikel om en skole, en uddannelsesinstitution eller uddannelse er en spire som bør udbygges. Du er velkommen til at hjælpe Wikipedia ved at udvide den. |

56°51′15″N 14°49′51″Ø / 56.85416667°N 14.83083333°Ø